# Hán gian
Hán gian (phồn thể: 漢奸, giản thể: 汉奸) là từ khinh miệt dùng để chỉ những người Hán phản bội lại dân tộc Hán hay Trung Quốc. Theo giải nghĩa của Từ Hải thì Hán gian nguyên nghĩa chỉ người Hán phản bội lại dân tộc Hán, nhưng Trung Quốc là một đất nước đa sắc tộc (dù người Hán chiếm đa số), nên ngày nay từ này dùng với nghĩa rộng hơn, chỉ tất cả những người Trung Quốc giúp đỡ cho kẻ thù xâm lược đất nước Trung Hoa (ví dụ như Phổ Nghi bị xem là Hán gian vì đã cộng tác với quân xâm lược Nhật Bản, dù ông ta là người dân tộc Mãn Châu chứ không phải dân tộc Hán).